# Championnat de Suède féminin de football 2016
Navigation
Édition précédente Édition suivante
La Damallsvenskan 2016 est la 45e édition du championnat de Suède de football féminin.
Le premier niveau du championnat féminin oppose douze clubs suédois en une série de vingt-deux rencontres jouées durant la saison de football. La compétition débute le samedi 16 avril et s'achève le samedi 5 novembre 2016.
Les deux premières places du championnat sont qualificatives pour la Ligue des champions féminine de l'UEFA alors que les deux dernières places sont synonymes de relégation en Elitettan.
Lors de l'exercice précédent, Kvarnsvedens IK et Djurgårdens IF ont gagné le droit d'évoluer dans cette compétition après avoir fini premiers de leurs groupes respectifs de Elitettan.
Le FC Rosengård et Eskilstuna United, respectivement champion et vice-champion en 2015, sont quant à eux, les représentants suédois en Ligue des champions féminine de l'UEFA 2016-2017.
À l'issue de la saison, Linköpings FC décroche le deuxième titre de champion de Suède de son histoire. Dans le bas du classement, Umeå IK et Mallbackens IF, sont relégués.

## Les équipes participantes
| \| Djurgårdens Eskilstuna Kopparbergs/Göteborg Kristianstads Kvarnsvedens Linköpings Mallbackens Örebro Piteå Rosengård Vittsjö Umeå \| Localisation des clubs engagés. |
| Djurgårdens Eskilstuna Kopparbergs/Göteborg Kristianstads Kvarnsvedens Linköpings Mallbackens Örebro Piteå Rosengård Vittsjö Umeå                                       |

## Compétition

### Classement
Le barème utilisé pour établir le classement est le suivant : 3 points pour une victoire, 1 point pour un match nul et 0 point pour une défaite.
| Rang | Équipe                  | Pts | J  | G  | N | P  | Bp | Bc | Diff |
| ---- | ----------------------- | --- | -- | -- | - | -- | -- | -- | ---- |
| 1    | Linköpings FC           | 62  | 22 | 20 | 2 | 0  | 73 | 14 | +59  |
| 2    | FC Rosengård T          | 52  | 22 | 16 | 4 | 2  | 62 | 13 | +49  |
| 3    | Eskilstuna United DFF   | 38  | 22 | 11 | 5 | 6  | 34 | 26 | +8   |
| 4    | Piteå IF                | 37  | 22 | 10 | 7 | 5  | 29 | 31 | -2   |
| 5    | Kopparbergs/Göteborg FC | 33  | 22 | 9  | 6 | 7  | 35 | 24 | +11  |
| 6    | Djurgårdens IF Dam P    | 27  | 22 | 7  | 6 | 9  | 32 | 34 | -2   |
| 7    | Vittsjö GIK             | 24  | 22 | 5  | 9 | 8  | 29 | 37 | -8   |
| 8    | KIF Örebro DFF          | 23  | 22 | 5  | 8 | 9  | 27 | 38 | -11  |
| 9    | Hammarby IF DFF         | 23  | 22 | 5  | 8 | 9  | 30 | 48 | -18  |
| 10   | Kristianstads DFF P     | 15  | 22 | 3  | 6 | 13 | 18 | 35 | -17  |
| 11   | Umeå IK                 | 13  | 22 | 2  | 7 | 13 | 16 | 47 | -31  |
| 12   | Mallbackens IF          | 13  | 22 | 3  | 4 | 15 | 19 | 57 | -38  |